# Turmhügelburg Seuckenreuth
Die Turmhügelburg Seuckenreuth (auch Turmhügelburg Selkenreuth) ist eine abgegangene Turmhügelburg (Motte) in Schwarzenbach an der Saale im oberfränkischen Landkreis Hof in Bayern.
Der Ort Seuckenreuth ist siedlungsgeschichtlich bedeutsam, er befand sich südöstlich der Saale und ist mit dem nordwestlich gelegenen Schwarzenbach („Swertzenbach“) zusammengewachsen und darin aufgegangen. Die Mottenanlage diente der Sicherung einer Furt über die Saale. Eine Altstraße führte weiter über den Kirchberg. Der Wassergraben wurde aus der Saale gespeist. Allerdings ist der Wasserstand der Saale höchst unterschiedlich, so dass Hochwasser ein Grund für die Aufgabe des Standortes gewesen sein kann. Auf der gegenüberliegenden Uferseite lag der Ansitz Unterhof. Erstmals ausdrücklich erwähnt wurde die Turmhügelanlage 1476 im Besitz der Familie von Hirschberg. Nach dem Hofer Landbuch von 1502 war sie wüst. Das Areal mit etlichen Baudenkmälern trägt noch die Straßenbezeichnung Am Wallgarten.